# Gerardo D'Ambrosio
Gerardo D'Ambrosio (Santa Maria a Vico, 29 novembre 1930 – Milano, 30 marzo 2014) è stato un magistrato e politico italiano, fra i protagonisti di Mani pulite.

## Biografia
Diplomato al liceo classico e laureato a pieni voti in Giurisprudenza a Napoli nel 1952 con tesi in diritto amministrativo. Nel 1953 diventa procuratore legale, entra in Magistratura nel 1957. Dopo una breve permanenza alla Procura della Repubblica presso il Tribunale di Nola, viene destinato al Tribunale di Voghera. In seguito viene trasferito al Tribunale di Milano, dapprima come Pretore Civile (per cinque anni), poi come giudice istruttore penale.
Da rilevare che con quest'ultimo incarico ha, tra l'altro, condotto l'istruttoria relativa alla strage di piazza Fontana, indagando sugli ambienti neofascisti (Ordine Nuovo): per questo, e per la sua appartenenza a Magistratura democratica, fu etichettato come «comunista». 
Successivamente fu bollato come «fascista» per aver scagionato Pino Rauti dall'accusa di strage e per aver stabilito che l'anarchico Giuseppe Pinelli morì a causa di un malore “attivo”, archiviando le indagini. D'Ambrosio, il cui intervento nell'istruttoria era stato chiesto a gran voce da chi temeva che la verità fosse inquinata, scrisse: «L'istruttoria lascia tranquillamente ritenere che il commissario Calabresi non era nel suo ufficio al momento della morte di Pinelli». 
Tutti gli imputati, agenti e funzionari di polizia, furono prosciolti con formula piena «perché il fatto non sussiste».
Nel 1981 è assegnato alla Procura generale di Milano con funzione di sostituto procuratore generale, per otto anni. In questo periodo ha sostenuto l'accusa nei primi processi per terrorismo e nel processo conseguente allo scandalo dei petroli. Ha condotto inoltre le istruttorie relative agli illeciti del Banco Ambrosiano, che vedeva tra gli altri imputati Roberto Calvi. Nel 1989 è stato nominato procuratore aggiunto di Milano ed ha diretto dapprima il Dipartimento criminalità organizzata e, dal 1991, quello dei reati contro la pubblica amministrazione.
Nel 1991 è stato sottoposto con successo ad un trapianto di cuore. Dal 1992 è tra i protagonisti (insieme a Francesco Saverio Borrelli, Antonio Di Pietro, Piercamillo Davigo e Gherardo Colombo) del Pool che si occupa dell'inchiesta Mani pulite: sono gli anni di Tangentopoli, che gli dà grande notorietà. Nel 1999 è stato nominato procuratore capo della Procura della Repubblica di Milano, contribuendo alla riorganizzazione degli Uffici, necessitata dalla introduzione del giudice unico. Nel 2002 è stato collocato a riposo per limiti di età.
Dal 2003 collabora col quotidiano l'Unità; cominciò poi a scrivere anche per il settimanale Oggi. Nel 2005, inoltre, pubblica presso la Casa editrice RCS il saggio La giustizia ingiusta.
È deceduto il 30 marzo 2014 all'età di 83 anni.

### Attività politica
In occasione delle elezioni politiche del 2006 accetta la candidatura, proposta dai Democratici di Sinistra, per un seggio al Senato, risultando eletto nella Regione Lombardia. È stato componente della II Commissione permanente («Giustizia») del Senato.
Tra gli altri interventi in Senato, vanno menzionati quelli contro un provvedimento (poi approvato nell'estate 2006) d'indulto che prevedeva sconti di pena di tre anni. D'Ambrosio sosteneva che la quantificazione della riduzione di pena era eccessiva, in quanto sarebbero stati scarcerati molti più detenuti (secondo la stima di D'Ambrosio, circa 24.000) del previsto (la stima era di 10.000 scarcerazioni).
Alle elezioni del 2008 è stato confermato senatore del PD, restando in parlamento fino al febbraio 2013.
Il 21 maggio 2012 il consiglio comunale di Santa Maria a Vico, sua città natale, gli ha negato – con decisione presa a maggioranza – la cittadinanza onoraria. 
Criticò anche il collega giudice istruttore Guido Salvini per la riapertura dell’inchiesta sulla strage di Piazza Fontana, definendola, tra l’altro, “inutile”, così attirandosi l’ira dei familiari delle vittime.

## Opere
- La giustizia ingiusta, Milano, Rizzoli, 2005, ISBN 88-17-00560-6. Premio Nazionale Letterario Pisa ex aequo nella sezione Saggistica.[5]
- Il Belpaese. L'Italia che ho vissuto raccontata agli italiani che verranno, Milano, Carte scoperte, 2011, ISBN 978-88-7639-057-9.